# Manio Pomponio Matone
Manio Pomponio Matone (Manius Pomponius Matho in latino; fl. III secolo a.C.) è stato un militare, console della Repubblica romana del III secolo a.C.

## Biografia
Figlio di Marco Pomponio e fratello di Marco Pomponio Matone, console nel 231 a.C. Egli è stato anche il nonno materno del comandante militare e statista Publio Cornelio Scipione detto Scipione l'Africano Maggiore.
Viene eletto console nel 233 a.C. con Quinto Fabio Massimo Verrucoso. Nel 217 a.C. diventa Magister equitum. Si distinse nelle campagne militari contro i Nuragici nel 232 a.C.